# École Louis-Lumière
Die École nationale supérieure Louis-Lumière (ENS Louis-Lumière) ist eine französische Filmhochschule, die ihren Standort seit 2012 in der „Cité du Cinéma“ in Saint-Denis bei Paris hat. Sie wurde 1927 als École technique de photographie et de cinéma auf Initiative von Industriellen mit Louis Lumière und Léon Gaumont eröffnet. Sie begann mit Abendkursen und ist seit 1996 eine postgraduale Bildungseinrichtung mit den Sektionen Film, Ton und Fotografie.

## Bedeutende Absolventen
- Philippe Agostini (Regisseur)
- Yves Angelo (Kameramann)
- Trần Anh Hùng (Regisseur)
- Jean-Jacques Annaud (Regisseur)
- Pierre Bachelet (Sänger)
- Noëlle Boisson (Filmeditorin)
- Jean Boffety (Kameramann)
- Ghislain Cloquet (Kameramann)
- Philippe de Broca (Regisseur)
- Henri Decaë (Kameramann)
- Jacques Demy (Regisseur)
- Jean-Yves Escoffier (Kameramann)
- Stéphane Fontaine (Kameramann)
- Louis de Funès (Schauspieler)
- Michel Houellebecq (Schriftsteller)
- Jeanne Lapoirie (Kamerafrau)
- Pierre Lhomme (Kameramann)
- William Lubtchansky (Kameramann)
- Gaspar Noé (Regisseur)
- Euzhan Palcy (Regisseurin)
- Jonathan Ricquebourg (Kameramann)
- Philippe Rousselot (Kameramann)
- Eduardo Serra (Kameramann)
- Bob Swaim (Regisseur)
- Pierre Tchernia (Regisseur)
- Jaco Van Dormael (Regisseur)
- Claude Zidi (Regisseur)
- Fred Zinnemann (Regisseur)
- Bernard Zitzermann (Kameramann)
- Nina W. Melton (Fotografin)